# Benny Goodman
Benjamin David Goodman (født 30. maj 1909, død 13. juni 1986) var en amerikansk klarinettist og orkesterleder. Benny Goodman var en af de første hvide, der fik succes som jazzmusiker og -orkesterleder. Han fik tilnavnet "King of Swing". Ved at tage Teddy Wilson med i 1930erne, var han den første som havde hvide og sorte musikere i samme band.
Goodmans klarinetspil var af så høj teknisk kvalitet, at han med succes dyrkede et klassisk repertoire. Han var således flere gange med i indspilninger af Mozarts klarinetkvintet (op. 581) og store klarinetkoncerter som Carl Nielsens.

## Diskografi
Goodman påbegyndte de første optagelser til album i 1928, hvilke senere blev inkluderet i A Jazz Holiday, som først blev udgivet i 1973.
Denne liste er ufuldstændig; hjælp gerne med at udfylde den.
- A Jazz Holiday (1928, Decca)
- Benny Goodman and the Giants of Swing (1929, Prestige)
- BG and Big Tea in NYC (1929, GRP)